# Julien Alfred
Julien Alfred, född 10 juni 2001, är en friidrottare från Saint Lucia som tävlar i kortdistanslöpning.

## Karriär
Vid världsmästerskapen i friidrott år 2023 i Budapest placerade sig Alfred på en femteplats på 100 meter och en fjärdeplats på 200 meter. Vid inomhusvärldsmästerskapen i friidrott 2024 i Glasgow vann hon guld på 60 meter. Vid OS 2024 i Paris vann hon guld på 100 meter efter att ha slagit personbästa och nationsrekord med 10,72. Hon tog även silver på 200 meter vid samma mästerskap.